# Geotrupes
Geotrupes is een geslacht van kevers, en het typegeslacht van de familie mesttorren (Geotrupidae).

## Soorten
- Geotrupes baicalicus (Reitter, 1893)
- Geotrupes castaneipennis (Reitter, 1887)
- Geotrupes corinthius (Fairmaire, 1886)
- Geotrupes crenulipennis (Fairmaire, 1891)
- Geotrupes douei (Gory, 1841)
- Geotrupes folwarcznyi (Cervenka, 2005)
- Geotrupes genestieri (Boucomont, 1905)
- Geotrupes ibericus (Baraud, 1958)
- Geotrupes impressus (Gebler, 1841)
- Geotrupes jakovlevi (Semenov, 1891)
- Geotrupes kashmirensis (Sharp, 1878)
- Geotrupes koltzei (Reitter, 1893)
- Geotrupes kuluensis (Bates, 1891)
- Geotrupes lenardoi (Petrovitz, 1973)
- Geotrupes meridionalis (Palisot de Beauvois, 1805)
- Geotrupes molestus (Faldermann, 1835)
- Geotrupes mutator (Marsham, 1802) – Paardenmestkever
- Geotrupes olgae (Olsoufieff, 1918)
- Geotrupes puncticollis (Malinowsky, 1811)
- Geotrupes spiniger (Marsham, 1802) – Doornmestkever
- Geotrupes stercorarius (Linnaeus, 1758) – Gewone mestkever
- Geotrupes thoracinus (Palisot de Beauvois, 1805)
- Geotrupes turkestanicus (Boucomont, 1899)